# État islamique en Afrique centrale
La province de l’État islamique en Afrique centrale (en abrégé ISCAP, ou IS-CAP, pour Islamic State – Central Africa Province) est une division administrative de l'État islamique, un groupe salafiste djihadiste. Elle est active en république démocratique du Congo et au Mozambique jusqu'à la formation d'une province distincte dans ce pays en mai 2022. 

## Genèse
À la suite de la conquête partielle de la Syrie et de l'Irak, ainsi que de la proclamation du califat, l'État islamique est devenu internationalement connu ; susceptible de rallier des groupes djihadistes du monde entier. Plusieurs groupes rebelles d'Afrique de l'Ouest, de Somalie et du Sahara ont prêté allégeance à l'organisation ; ces factions ont pris de l'importance à mesure que la faction principale de l'EIIL au Moyen-Orient déclinait. Malgré l'importance croissante des groupes liges en Afrique occidentale, septentrionale et orientale, aucune faction majeure n'a surgi en Afrique centrale et australe pendant des années. 
Une faction connue sous le nom d'« État islamique en Somalie, au Kenya, en Tanzanie et en Ouganda » a été créée en avril 2016 mais n'a été active qu'en Somalie et au Kenya que pendant une courte période .
En octobre 2017, une vidéo apparaît sur des chaînes partisanes de l'État islamique montrant un petit nombre de militants en République démocratique du Congo affirmant appartenir au groupe « Cité du monothéisme et des monothéistes » (MTM). Le chef des militants a proclamé le «  Dar al-Islam de l'État islamique en Afrique centrale » et a appelé les personnes partageant les mêmes idées à les rejoindre dans la guerre contre le gouvernement. Le Long War Journal a noté qu'en dépit de son effectif très réduit, son apparition a attiré une attention notable de la part des sympathisants de l'EI. 
La nature du MTM a donné lieu à plusieurs interprétations. Le Groupe d'étude sur le Congo (CEG) a soutenu en 2018 que le MTM appartenait aux Forces démocratiques alliées (ADF), un groupe islamiste qui mène une insurrection dans l'est de la république démocratique du Congo et dans l'Ouganda voisin depuis des décennies. Certains experts pensent que l'ADF ont commencé à coopérer avec l'EI et que la création du MTM avait pour but de recueillir publiquement le soutien des fidèles de l’État islamique. 
Le calife autoproclamé de l'EIIL Abou Bakr al-Baghdadi a mentionné pour la première fois une « province d'Afrique centrale » dans un discours en août 2018, suggérant que cette branche existait déjà auparavant. À la mi-2018, l'Union africaine a affirmé que des militants de l'État islamique s'étaient infiltrés dans le nord du Mozambique, où les rebelles islamistes d'Ansar al-Sunna menaient une insurrection depuis 2017. 
En mai 2018, certains rebelles mozambicains ont posté une photo d'eux-mêmes posant avec un drapeau noir qui a été utilisé par l'EI , mais aussi par d'autres groupes djihadistes. Dans l'ensemble, la présence de l'EI au Mozambique reste contestée à l'époque, et la police du pays a fermement nié que les loyalistes de l’État islamique étaient actifs dans la région.

## Émergence
Plusieurs organes d'information djihadistes, tels que les agences de presse Amaq et Nashir et le bulletin d'information Al-Naba, ont déclaré en avril 2019 que la Province d'Afrique centrale de l'État islamique avait mené des attaques dans l'est de la république démocratique du Congo. Il s'agit de la première manifestation tangible de cette entité .
Les premiers raids de la province d'Afrique centrale de l'EI ont visé les Forces armées congolaises (FARDC) dans le village de Kamango et une base militaire à Bovata le 18 avril. Les deux localités sont près de Beni, non loin de l'Ouganda . On ne sait toujours pas combien de militants au Congo avaient effectivement rejoint l'EIIL. Le journaliste indépendant Sunguta West considère la proclamation de la Province d'Afrique centrale comme une tentative par un État affaibli de « renforcer son ego et projeter ses forces » après ses défaites en Syrie et Irak.
Une photo publiée par le bulletin d'information Al-Naba montrait environ 15 membres présumés de l'État islamique en Afrique cenrale. Le Defence Post a fait valoir qu'une faction dissidente des Forces démocratiques alliées (ADF) avait peut-être rejoint ce groupe, tandis que les dirigeants officiels des ADF n'ont fait aucune bay'ah (serment d'allégeance) à Abou Bakr al-Baghdadi ou à l'EI en général. Le chercheur Marcel Héritier Kapitene doute que les partisans de l'État islamique soient impliqués dans les attaques, arguant que cette province d'Afrique centrale ne pourrait être qu'un outil de propagande dans une « guerre médiatique ». Selon lui, « le terrain de la RDC n'est pas socialement favorable à l'islam radical ».
Le 4 juin 2019, l'EI a affirmé que sa province d'Afrique centrale a mené avec succès une attaque contre les Forces armées de défense du Mozambique (FADM) à Mitopy dans le district de Mocímboa da Praia. Au moins 16 personnes ont été tuées et environ 12 blessées au cours de l'attaque. À ce stade, l'EI considérait Ansar al-Sunna comme l'un de ses affiliés, même si le nombre de rebelles islamistes qui leur était réellement loyalistes au Mozambique demeure incertain.
Le Defence Post soutient qu'il était impossible de juger si l'attaque avait été menée par l'État islamique en Afrique centrale ou un autre groupe armé en raison du manque d'informations sur les rebelles dans le pays. Quoi qu'il en soit, la police locale a une fois de plus nié l’activité de l'organisation dans le pays. En octobre 2019, deux embuscades sont menées contre les forces de sécurité mozambicaines et les mercenaires russes du groupe Wagner dans la province de Cabo Delgado, tuant 27 soldats. 
Contrairement à sa présence croissante au Mozambique, les opérations de l'État islamique au Congo sont restées de petite envergure et peu nombreuses encore fin de 2019. Selon le chercheur Nicholas Lazarides, cela montre le non-alignement de l'ADF avec l'EI, suggérant que l'État islamique en Afrique centrale n'est en réalité qu'une faction dissidente. En conséquence, la principale importance de la province de l'Afrique centrale résidait dans sa valeur de propagande et son potentiel de croissance grâce à ses relations avec le groupe central bien établi et connu de l'EI .

## Offensives
Les 10 et 27 octobre 2019, 7 mercenaires de Wagner sont tués dans des embuscades de la province d'Afrique centrale au Mozambique. Les lourdes pertes essuyées par le groupe paramilitaire russe conduisent à son départ du pays le mois suivant,. 
Le 7 novembre 2019, la province d'Afrique centrale fait allégeance au nouveau calife de l'EI, Abou Ibrahim al-Hachimi al-Qourachi.  
Le 7 avril 2020, des combattants massacrent 52 civils dans le village de Xitaxi, au nord du Mozambique, après qu'ils ont refusé de rejoindre leurs forces.   
Le 24 avril 2020, les autorités mozambicaines reconnaissent pour la première fois que des partisans de l'État islamique sont actifs dans leur pays.   
Après avoir brièvement occupé la ville de Mocímboa da Praia les 23 mars et 27 juin 2020,, la province d'Afrique centrale s'en empare durablement le 12 août 2020. Elle devient dès lors sa capitale et le reste jusqu'à sa prise (en) par l'armée rwandaise le 8 août 2021,.    
Le 20 octobre 2020, l'île Matemo (ceb), de l'archipel des Quirimbas, est razziée par la province d'Afrique centrale. Un habitant est tué pour port d'« une coupe de cheveux non islamique » et d'autres sont capturés et emmenés sur la terre ferme. Le 7 janvier 2021, l'île Matemo est de nouveau razziée et quatre nouvelles personnes (une femme et trois enfants) sont capturées et emmenées sur la terre ferme.     
Le 6 août 2021, l'armée congolaise annonce avoir perdu au moins 2 000 militaires depuis octobre 2014 dans la région de Beni, dans l'est de la république démocratique du Congo, lors de combats contre des rebelles d'origine ougandaise des Forces démocratiques alliées (ADF),.
Depuis la déclaration de l'État islamique de son implantation au Congo via les ADF le 18 avril 2019, les revendications d'attaques par les médias de l'État islamique se multiplient. Entre le 18 avril 2019 et le 16 novembre 2021, l'État islamique revendique 213 attaques au Congo, 77 au Mozambique, 3 en Ouganda et 2 en Tanzanie. 